# Hawaiian Wedding Song
Hawaiian Wedding Song (En español "Canción e la boda hawaiana") originalmente titulada "Ke Kali Nei Au" (Esperándote), es una adaptación de una canción de amor de 1926 escrita por Charles E. King y grabada originalmente por Helen Desha Beamer en su versión original (en hawaiano), pero reescrita por Al Hoffman y Dick Manning y renombrada como "Canción de boda hawaiana". La canción fue grabada por Bing Crosby, Andy Williams y Elvis Presley.
En Estados Unidos, la versión de Andy Williams (acompañado por Archie Bleyer y su orquesta, con coros de Anita Wood, que era hasta entonces la novia de Presley )  se lanzó como sencillo en 1958 y alcanzó el puesto # 11 en la lista Billboard Hot 100 y el # 27 en la lista de R&B.  En el Reino Unido, una versión en sencillo de Julie Rogers alcanzó el puesto # 31 en la lista de sencillos del Reino Unido en 1965. 
Elvis Presley grabó e interpretó al menos dos versiones diferentes del tema.La primera fue en 1961 para la banda sonora de la película Blue Hawaii de donde se extrajo el álbum homónimo. La segunda y posiblemente la más difundida versión de este tema, fue en 1973 para su recital vía satélite a varios países del mundo, Aloha From Hawaii. Esta última versión también formaría parte de los álbumes Mahalo from Elvis y Elvis The Alternate Aloha. 
En 1964, la cantante hongkonesa Kong Ling versionó la canción en su álbum "This World We Live In" en Diamond Records (ahora bajo UMG). Una versión anterior en inglés de "Ke Kali Nei Au" fue de Bing Crosby, titulada "Here Ends the Rainbow", con la letra de Johnny Burke. Esta se grabó el 9 de febrero de 1951 con Betty Mullin y Lyn Murray y su Orquesta. 

## Otras interpretaciones
- Brook Benton - en el álbum Brook Benton Sings the Standards (1981).[6]
- Pat Boone y Shirley Boone - para el álbum I Love You Truly (1962).[7]
- Teresa Brewer -para su álbum Aloha from Teresa (1961). [8]
- Perry Como - en The Songs I Love (1963)
- Vic Damone - en Strange Enchantment (1962). [9]
- John Gary - la incluyó en el álbum The Nearness of You (1965). [10]
- Jim Reeves - para su trabajo discográfico en The International Jim Reeves (1963). [11]
- Marty Robbins - para el álbum Hawaii's Calling Me (1963). [12]
- Roger Whittaker - included in the album Sincerely Yours (1990). [13]
- Tammy Wynette - en You and Me (1976). [14]
- Donny Osmond - en A Time For Us (1973) [15]
- James Blackwood - en  Aloha Time With Bud Tutmarc (1987).[16]

## Lírica
La canción se refiere a las promesas de amor incondicional y eterno, repletas de metáforas, que le hace un hombre a su eminente esposa durante el momento de su boda. La mayor parte de la letra es en inglés aunque también dispone de una estrofa en idioma nativo hawaiano.
Now that we are one                    Ahora que nosotros somos uno
Clouds won't hide the sun           Las nubes no ocultarán el sol
Blue skies of Hawaii smile            Los cielos azules de Hawaii sonríen 
On this, our wedding day             En este día de nuestra boda

I do love you with all my heart      Yo verdaderamente te amo con todo mi corazón  

## En la cultura popular

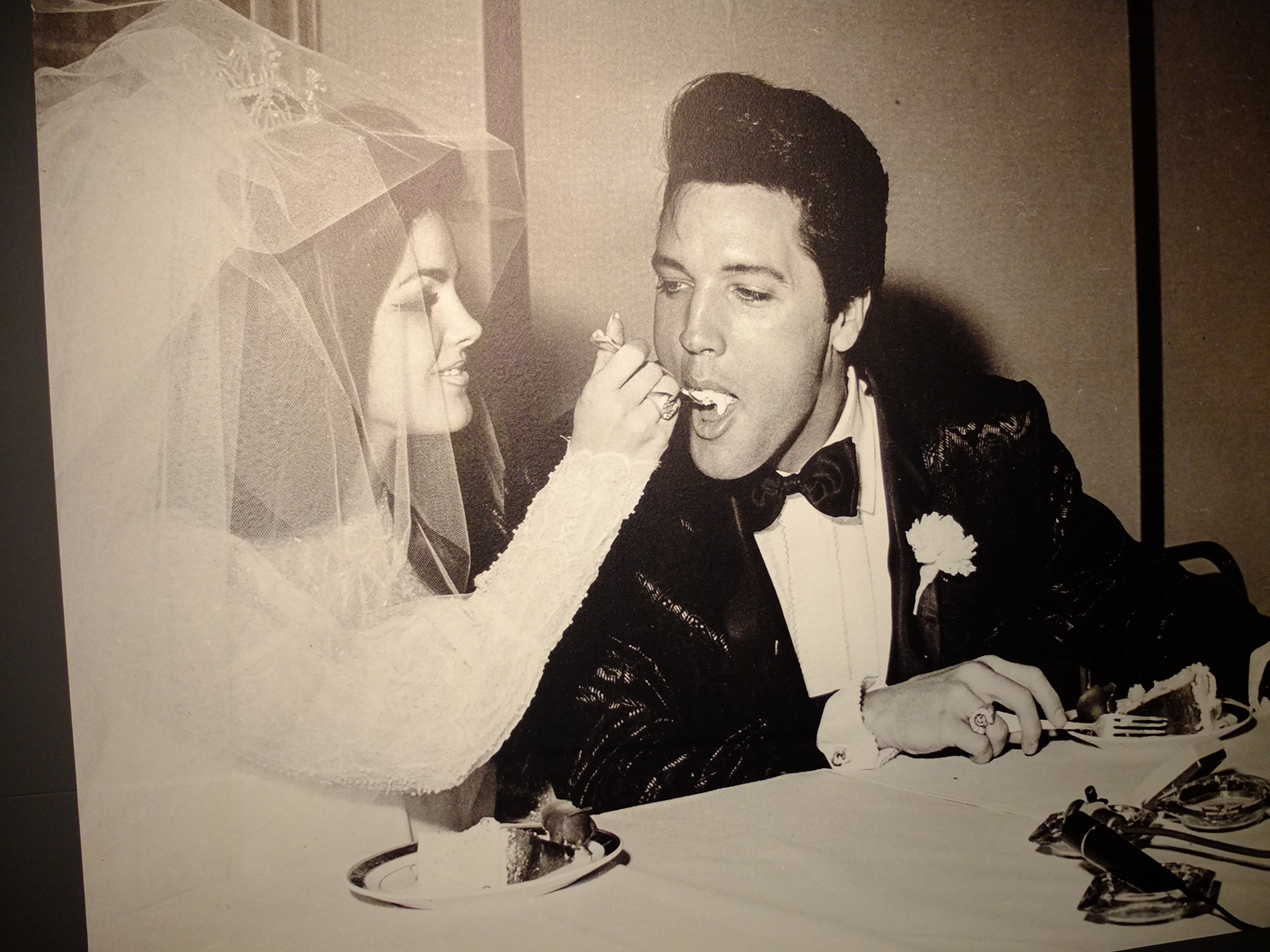
Boda de Elvis Presley con Priscilla Beaulieu

En los minutos finales de la película Blue Hawaii,tras una larga trama romántica con idas y vueltas, finalmente los personajes a cargo de Elvis Presley y Joan Blackman concretan su relación sentimental y tras un acuerdo nupcial, celebran su casamiento en una tradicional boda hawaiana mientras entonan junto a un gran número de nativos Hawaiian Wedding Song a la vez que caminan hacia una balsa que conducirá a la pareja a bordo como parte del ritual matrimonial, en una pomposa escena. Dicha escena fue rodada en Kauai's Coco Palms Resort en la isla de Kauai. En la actualidad, el hotel donde se realizara la escena de la boda si bien ha cambiado en parte debido a remodelaciones, sigue conservando en su parque con lago la misma fachada de aquel entonces.
Elvis Presley  era un gran y respetuoso admirador de la cultura hawaiana. En 1967 contrajo matrimonio luego de varios años de relación, con quien sería su única esposa Priscilla Beaulie a quien había conocido en Alemania mientras él cumplía allí con el servicio militar obligatorio, Tras la ceremonia y los festejos, la pareja se retiró a pasar su luna de miel a una casa en Palm Springs conocida como "la casa del mañana", hoy llamada popularmente "Elvis Honeymoon Hideaway". Acorde a la relatado por la propia Priscilla en su libro autobiográfico "Elvis y yo", volaron hasta allí en el jet privado de Frank Sinatra y llegar, Elvis la cargó a ella en sus brazos e ingresaron al condominio mientras Elvis le entonaba a capela Hawaiian Wedding Song.
En 1973 Elvis grabó una versión diferente del tema, con un sonido más acústico y a diferencia de la instrumentación que usara anteriormente, esta vez lo hizo sin el acompañamiento de instrumentos musicales característicos de la música hawaiana como la steel guitar, el ukelele o los tambores. La grabación en cuestión sirvió como separador junto a otros temas hawaianos como Blue Hawaii, Ku-U-I-Po y No More para la versión en video del concierto vía satélite Aloha from Hawaii. 